# Chemin de fer des forges d'Allevard

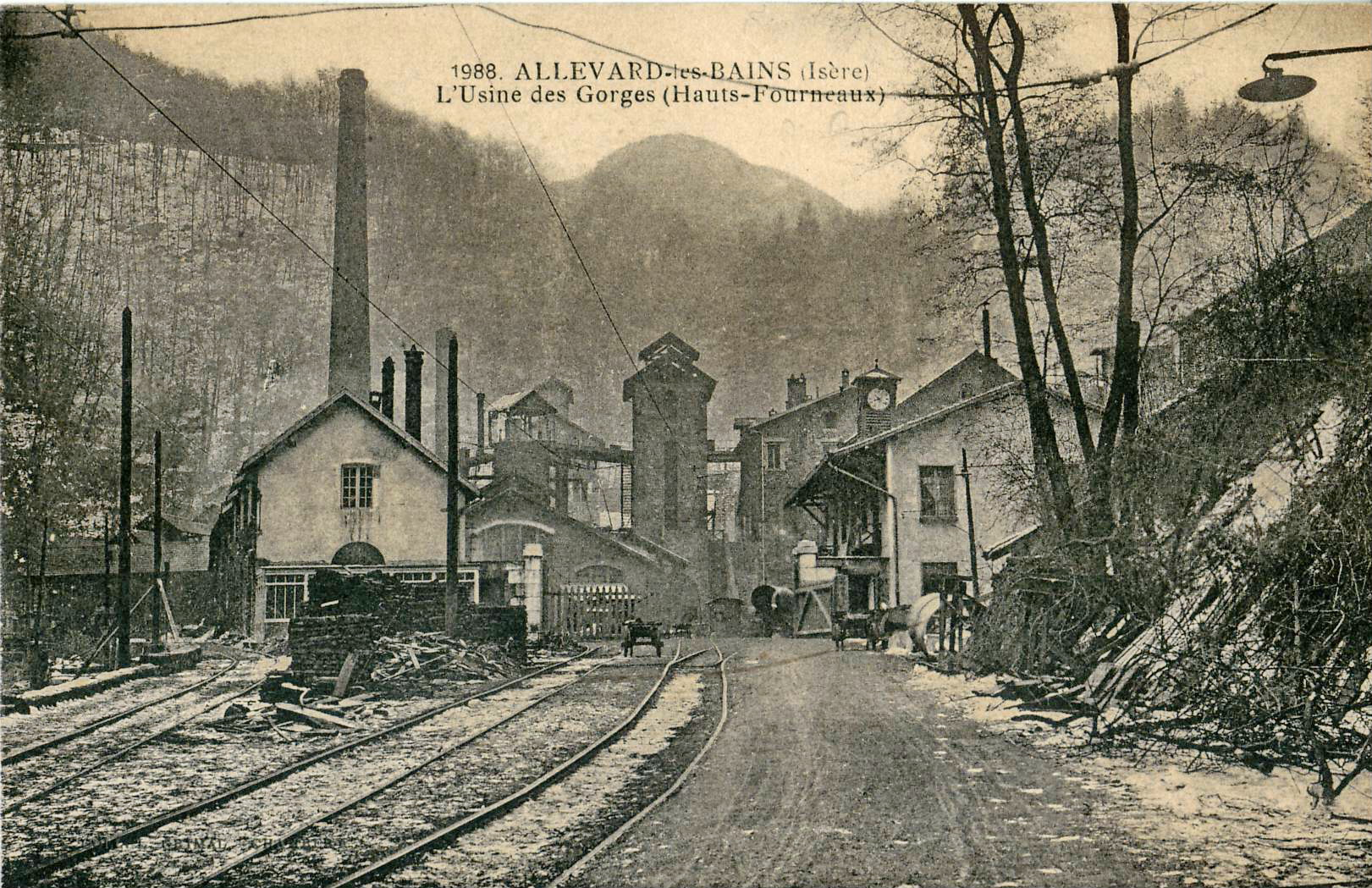
L'entrée des Forges d'Allevard, au début du XX.
De nombreux réseaux secondaires avaient un rôle important dans le transport de marchandises.

Le Chemin de fer des forges d'Allevard, appelé familièrement le Tacot est un chemin de fer industriel, construit dans le département de l'Isère par la société Schneider, en service de 1877 à 1968. Utilisé à l'origine exclusivement pour le transport vers les forges du Creusot puis de celles d'Allevard, du minerai de fer spathique provenant du site de La Taillat dans la commune de Saint-Pierre-d'Allevard, ainsi que les matériaux nécessaires à son extraction et la houille pour les fours à griller installés sur le site de Champ Sappey, il transporta occasionnellement des marchandises et des voyageurs, devenant un véritable lien social entre les villages qu'il traversait.

## Historique

### Construction
Dès 1872 les Forges d'Allevard envisagent la construction d'une ligne de chemin de fer à voie étroite (0,80 m) pour acheminer le minerai de La Taillat jusqu'aux usines de la Gorge à Allevard et exporter les produits manufacturés vers la vallée du Grésivaudan. L'ampleur des travaux nécessite de gros capitaux qu'apporte Henri Schneider, maître de forges du Creusot. Privé du minerai mosellan par la défaite de 1870, il achète La Taillat en 1873, s'engageant à fournir 10 000 tonnes de minerai par an au prix de 8 francs aux Forges d'Allevard et construire un chemin de fer de Champ-Sappey à Goncelin, utilisable par les Forges d'Allevard à un prix très compétitif. Le contrat est signé en décembre 1873.
L'enquête d'utilité publique est ouverte en 1875. Les élus locaux souhaitent que ce chemin de fer soit ouvert aussi aux voyageurs et au fret, les communes de Savoie voudraient le voir passer coté Savoie, par les gorges du Bréda. Finalement, la ligne est concédée à la société Schneider le 29 décembre 1875 par décret d'utilité publique. Henri Schneider, soutenu par Eugène Charrière, gérant des Forges d'Allevard, impose ses choix quant au tracé et à l'exclusivité des produits transportés, « avec réserve d'exiger ultérieurement l'ouverture d'un service public de marchandises ». Le tronçon de ligne entre Le Cheylas et Saint-Pierre-d'Allevard est progressivement mis en service à partir de 1879. Il est construit à l'écartement de 1,10 m.
Le 16 juillet 1877 est concédé un prolongement entre Saint Pierre et Allevard à « Messieurs Charrière, propriétaires des forges d'Allevard ». Le chantier débute le 24 juillet 1877, mais les travaux sont interrompus dès 1878, à la demande des propriétaires de la source thermale, classée d'intérêt public depuis 1858, le tracé ne tenant aucun compte des installations thermales. Le nouveau projet propose la construction d'un viaduc en maçonnerie passant au dessus de la source. Ce tronçon est mis en service en 1881, après décision ministérielle signée le 2 août 1880.
Les conflits entre les Forges d'Allevard et Schneider furent incessants, dès 1875 : les retards et l'insuffisance des livraisons de minerai par Schneider pénalisaient les Forges d'Allevard, les obligeant à éteindre leur haut-fourneau tous les ans et le rallumer à grand frais. Au bout de quatre ans de procédures Eugène Charrière gagna son procès, intenté en 1878, Le Creusot s'engageant enfin à exécuter les termes du contrat signé en décembre 1873 et indemniser Allevard pour les préjudices causés.

### Désengagement de Schneider
Les intérêts des Charrière et de Schneider commencent à diverger dès la fin des années 1880. En 1894 Schneider souhaite suspendre l'extraction du minerai de La Taillat devenu moins rentable depuis que la minette lorraine est facilement exploitable grâce au procédé Thomas. Le conflit dure jusqu'en 1899 et finalement, en 1900, la concession minière et toutes les installations industrielles, y compris le Tacot, sont rétrocédées à la Société Pinat et Compagnie, du nom d'Anatole Pinat, le gérant des Forges d'Allevard de l'époque, pour la somme relativement modeste de 600 000 francs.

## Tracé

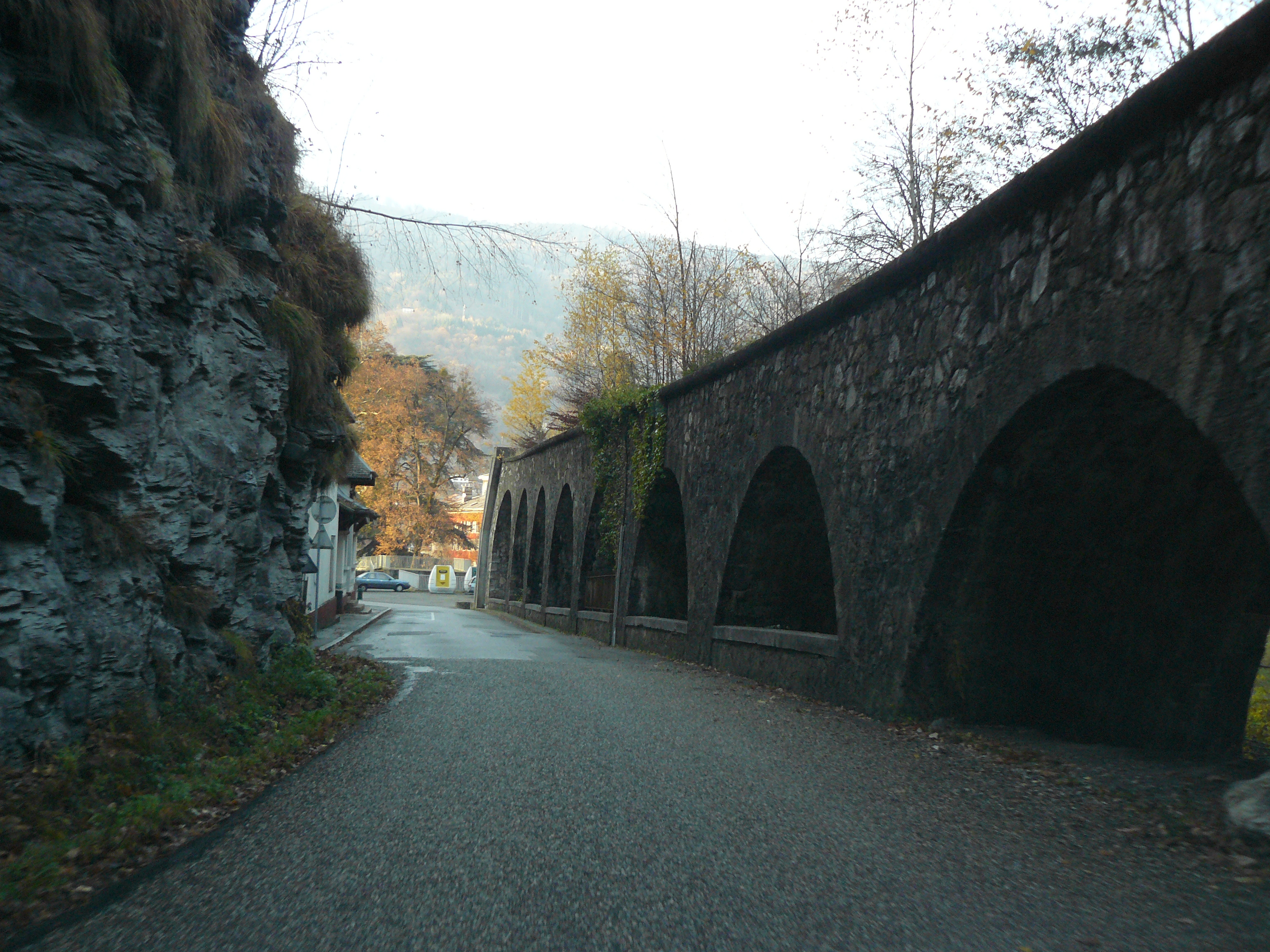
Viaduc du chemin de fer à Allevard, rue de la Gorge.

Le chemin de fer a essentiellement le rôle de transporter le minerai de fer venant des mines de La Taillat, dans la commune de Saint-Pierre d'Allevard dans deux directions :
- Allevard et les gorges du Bréda, lieu où se trouve l’« usine de la Gorge » et les hauts fourneaux de la société des Forges d'Allevard.
- Le Cheylas où le minerai est transbordé dans les wagons du réseau du PLM, pour rejoindre Le Creusot et les usines Schneider.

La ligne part des forges d'Allevard situées dans la vallée du  Bréda (tronçon Charrière). Elle quitte ensuite cette vallée pour atteindre le site industriel de Champ-Sappey, à Saint-Pierre-d'Allevard, où est chargé le minerai, acheminé par un plan incliné de 1 530 mètres en trois tronçons depuis les mines de La Taillat.
Par un tracé en corniche, elle contourne la montagne de Brame-Farine jusqu'à la gare de Marabet  où un plan incliné de 495 mètres avec une pente à 40° descend les wagons dans la vallée de l'Isère, vers la gare de transbordement du Cheylas (tronçon Schneider).
La voie est construite à l'écartement de 1,10 m. Elle est entièrement en site propre. Elle traverse de nombreuses propriétés agricoles et viticoles à flanc de coteau, et coupe plusieurs chemins vicinaux. Pour sécuriser le tracé et éviter de gêner la circulation des biens et des personnes des ouvrages d'art et des barrières sont installés le long du parcours à vingt-trois points stratégiques.
Un certain nombre d'ouvrages sont encore visibles :
- le viaduc de la Gorge à Allevard (en partie)
- le pont supérieur de la route de Montouvrard (commune d'Allevard)
- la maison du garde-barrière sous Planchamp et dans la commune historique de Saint-Pierre-d'Allevard
- le pont supérieur du chemin des Bardottes  (commune historique de Saint-Pierre-d'Allevard)
- le grand remblai pour franchir le ruisseau du Catus (qui sépare Saint-Pierre de Morêtel-de-Mailles).
- le pont supérieur de la route du Cheylas

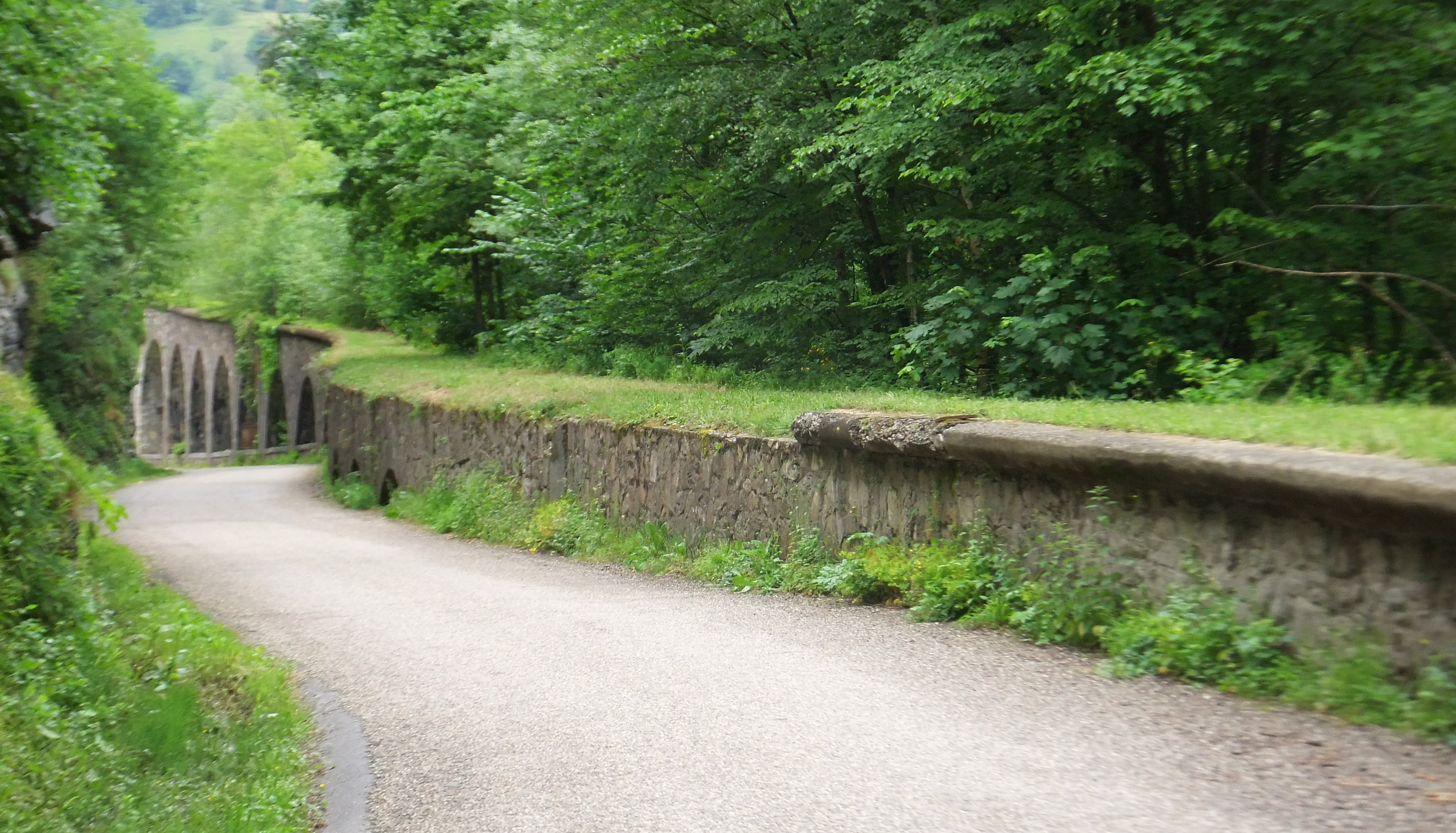
Viaduc et arrivée à l'usine de la Gorge.
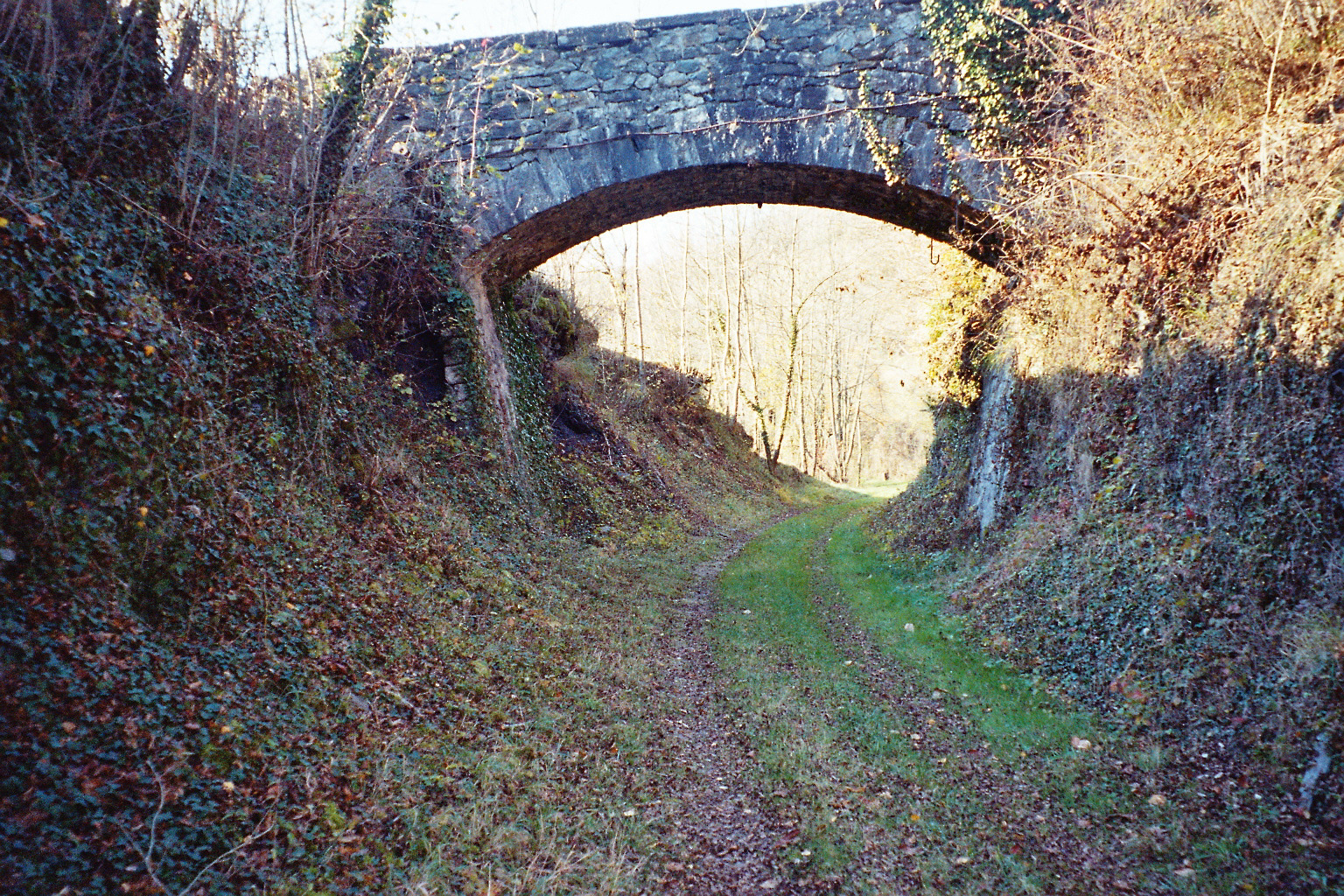
Pont du chemin des Bardottes.
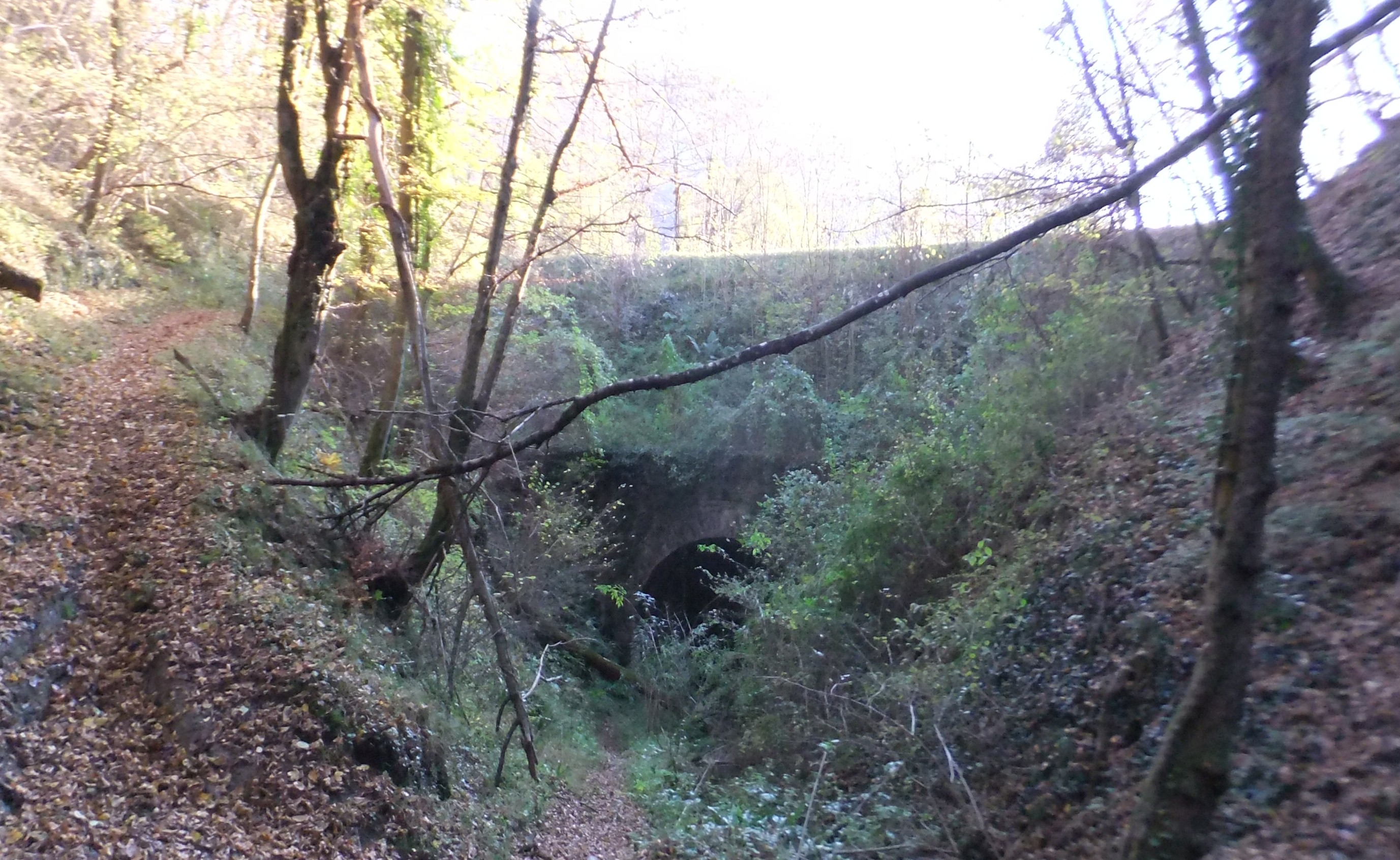
Remblai du Catus, coté nord.
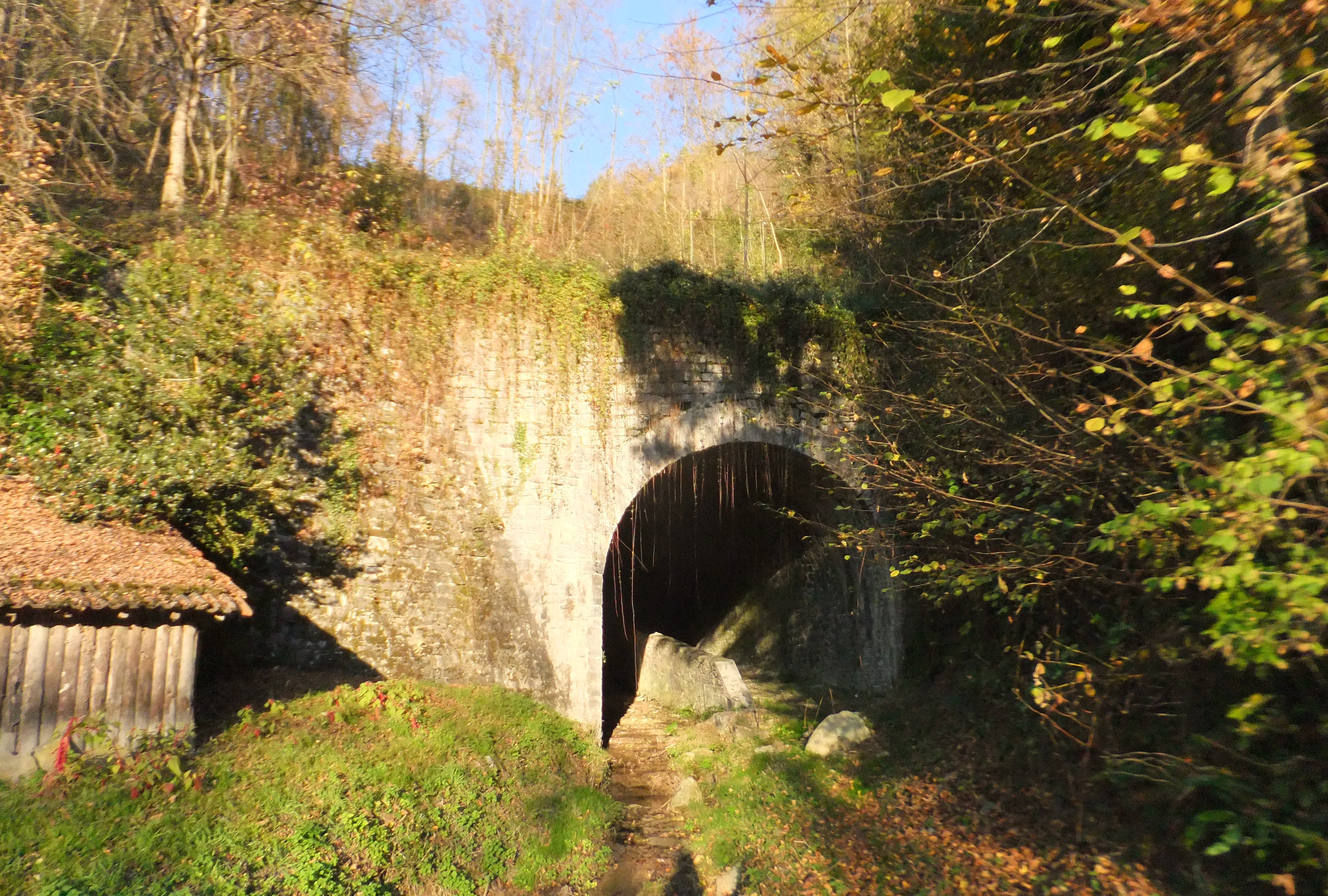
Remblai du Catus, coté sud.

## Évolution
La traction à vapeur, utilisée au début de l'exploitation, est abandonnée en 1904 pour la traction électrique. En 1963 deux locotracteurs diesel remplacent les locomotives électriques, à la suite de l'incendie de la station électrique de Champ-Sappey survenu le 28 janvier.
L'activité cesse progressivement en 1968 pour la section comprise entre Saint-Pierre-d'Allevard et le Cheylas.
L'écartement inhabituel des voies, les nombreuses pannes du matériel roulant et du plan incliné, le renchérissement du coût du transport rendaient la ligne trop peu rentable. La section de voie entre Champ-Sappey et l'usine de la Gorge, à Allevard, fonctionne encore épisodiquement jusqu'en 1969, puis ferme à son tour. Les Forges d'Allevard déménagent au Cheylas en 1974. Les voies sont progressivement déposées à partir de 1969.
La ligne démantelée, les voies démontées, l'emprise est vendue. Les terrains sont acquis par les riverains. Une partie du tracé entre Allevard et Saint-Pierre disparait en 1978 lors de la création par EDF du bassin du Flumet.
La partie du tracé restée dans le domaine public est accessible en chemin piétonnier sur deux kilomètres environ entre les anciennes communes de Saint-Pierre-d'Allevard et Morêtel-de-Mailles, tandis que, côté Allevard, un tronçon est intégré dans le réseau des chemins balisés. Un certain nombre d'ouvrages d'art subsistent, comme le viaduc d'accès à l'usine des gorges, à Allevard, des ponts et le remblai du Catus sur la commune de Crêts-en-Belledonne.

## Rôle social
Les ouvriers et les employés des forges utilisaient régulièrement le chemin de fer pour rejoindre leur lieu de travail et celui-ci transportait aussi les denrées alimentaires qui approvisionnaient « La Ruche », la coopérative de Saint-Pierre où ils s'approvisionnaient. Les ménagères, les agriculteurs, les vignerons l'empruntaient occasionnellement pour aller aux marchés et aux foires, transporter des chars de foin, du raisin, des pommes de terre. Le transport de marchandises n'étant pas affecté, les Forges fermaient les yeux sur la présence de voyageurs ou de produits étrangers à l'entreprise.